# Plymouth Prowler
Plymouth Prowler — стилізований під ретро спортивний автомобіль типу класичного американського Hot rod компанії Chrysler 1997–2002 років. Розроблений на основі концепт-кару 1993 року. Для реклами нової моделі виготовили один екземпляр з 9.600 каратами аметисту, 450 грамами білого золота.

## Конструкція
На автомобіль встановлювали 24-клапанний мотор Chrysler SOHC EGJ V6 об'ємом 3.518 см³, потужністю 217 к.с. (160 кВт) при 5850 об/хв. З 1999 потужність мотора підвищили до 257 к.с. (189 кВт) при 6400 об/хв. Автоматична 4-ступенева коробка передач типу трансексл встановлювалась перед задньою віссю і з'єднувалась з мотором карданним валом.
Кузов авто виготовляли з алюмінієвих конструкцій з широким застосуванням клеєвих з'єднань на фабриці біля Бельмонт, Огайо, а збирали авто на Коннер Авеню Детройту, Мічиган. Через невеликий об'єм багажнику дилери Chrysler пропонували трейлер за 5000 доларів, чия форма нагадувала задню частину Plymouth Prowler зі зменшеними колесами з п'ятьма спицями.

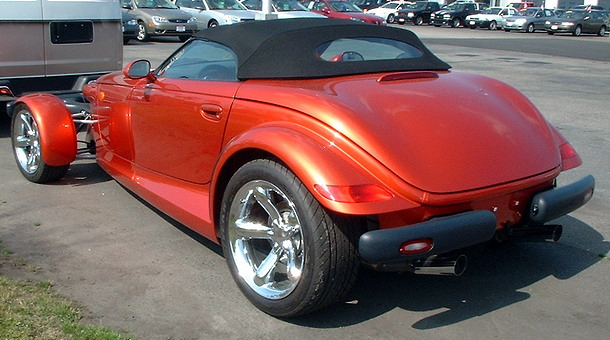
Задня частина авто

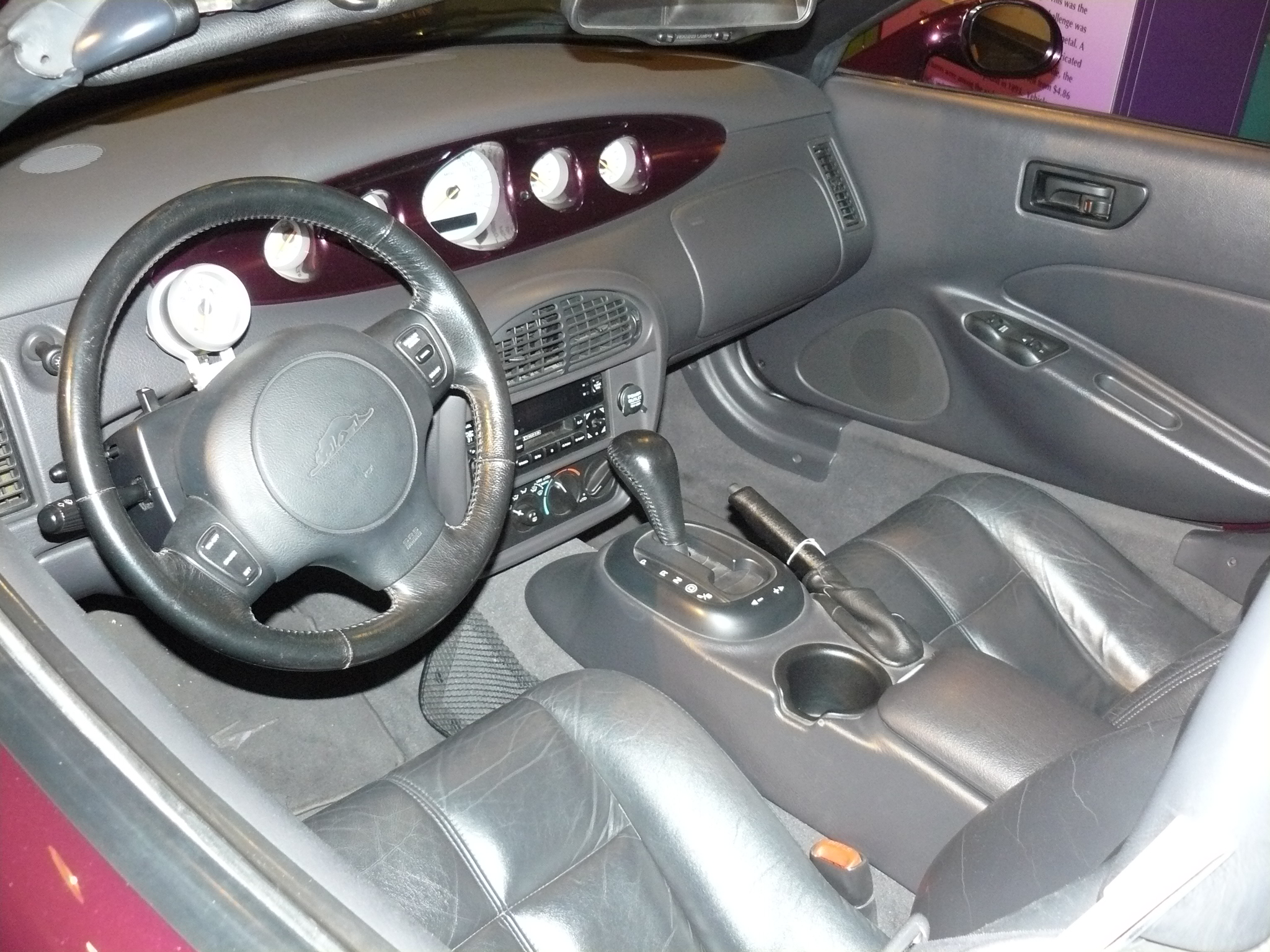
Салон Plymouth Prowler. 1999

### Виробництво
|       |                |              |                 |                  |                               |
| Рік   | Кількість штук | Ціна доларів | Потужність к.с. | Швидкість км/год | Прискорення, сек 0-100 км/год |
| 1997  | 457            | 38.300       | 217             | 180              | 7,2                           |
| 1998  | 0              | -            | —               | -                |                               |
| 1999  | 3921           | 39.300       | 256             | 190              | 5,9                           |
| 2000  | 2746           | 43.000       | 256             | 190              | 5,9                           |
| 2001  | 3142           | 44.225       | 256             | 190              | 5.9                           |
| 2002  | 1436           | 44.625       | 256             | 190              | 5.9                           |
| Разом | 11.702         |              |                 |                  |                               |

У схожому ретро стилі виготовлялись моделі Chrysler PT Cruiser, Chevrolet SSR*, Chevrolet HHR*, Chevrolet Camaro (2010)*, Ford Thunderbird (2002)*, Ford Mustang (2005)*, Dodge Challenger (2008).